# Nietykalni (serial telewizyjny 1959)
Al Capone i inni (The Untouchables, dosłownie Nietykalni) – amerykański serial fabularny zrealizowany w 119 odcinkach 50-minutowych, ukazujący się w latach 1959-1963 w sieci CBS. W 1974 r. wybrane odcinki były emitowane w Polsce. Stworzony przez Quinna Martina. Produkowany przez Quinna Martina, Jerry’ego Thorpe’a i Leonarda Freemana w Desilu.

## Treść
Tematem serialu jest oparta na faktach historia oddziału policji dowodzonego przez Eliota Nessa, który w latach dwudziestych, w okresie prohibicji walczył z przestępczością zorganizowaną na terenie Chicago. Jego głównym przeciwnikiem był słynny gangster Al Capone.

## Obsada stała
- Robert Stack (Eliot Ness) – wszystkie 119 odcinków[1]
- Jerry Paris (agent Martin Flaherty) – 16 odcinków
- Abel Fernandez (agent William Youngfellow) – 83 odcinki
- Nick Georgiade (agent Enrico Rossi) – 111 odcinków
- Anthony George (agent Allison) – 13 odcinków
- Paul Picerni (agent Lee Hobson) – 91 odcinków
- Steve London (agent Rossman) – 59 odcinków
- Bruce Gordon (Frank Nitti) – 29 odcinków
- Walter Winchell (jako narrator) – 118 odcinków
- Frank Wilcox (Beecher Asbury) – 19 odcinków
- Robert Bice (kpt. Jim Johnson) – 17 odcinków
- George DeNormand (opiekun klubu) – 16 odcinków
- Allen Jaffe (człowiek w kapturze) – 11 odcinków

## Gościnnie
- Lee Marvin, James Caan i Roy Thinnes (Pięciu przeciwko jednemu)
- Michael Connors (Historia Eddie O'Gara)
- Martin Balsam (Tunel grozy; Prawo silniejszego)
- Peter Falk (Naprawiacz, Prywatny bank)
- Telly Savalas (Odtrutka, Taki piękny plan)
- Lee Van Cleef (Morderca bezpłatny)
- Fred MacMurray (Przeszkadzacz)
- Charles Bronson (Drzewo śmierci)
- Barbara Stanwyck (Kwiat dla nieznajomego)
- Robert Redford (Kula śniegowa)

W mniejszych rolach i epizodach wystąpili m.in.: Jack Warden, Harry Dean Stanton, Michael Ansara, Martin Landau, Barry Morse, Rip Torn, Cloris Leachman, Robert Loggia, Robert Duvall, James Coburn, Robert Vaughn, Cliff Robertson, Vincent Gardenia, Leslie Nielsen, George Kennedy, Warren Oates, Louise Fletcher, Leonard Nimoy, Ryan O’Neal, Linda Evans, Paul Mazursky, Walter Koenig.

## Niektóre odcinki w Polsce
- Wybieg (piątek 12.7.1974 o 10:00 i o 20:20)
- Tunel grozy (czwartek 18.7.1974 o 10:35 i o 21:55)
- Nicky (czwartek 25.7.1974 o 20:20)